# Руска рубља
Руска рубља (рус. Российский рубль), често само рубља, је национална валута Руске Федерације и једино допуштено платежно средство у Русији уз поједине изузетке. Тренутно се користи још у Абхазији и Јужној Осетији, те у Доњецкој и Луганској Народној Републици. Издавач и емитент рубље је Централна банка Руске Федерације. Рубља као валута се раније користила и у Великој московској кнежевини, Руском царству, Руској Империји, током прелазне власти, те у првобитној РСФСР и касније као валута Совјетског Савеза. Руску рубљу су привремено користиле и неке од држава чланица Заједнице независних држава у првој половини 1990-их година међу којима су Бјелорусија, Јерменија, Казахстан, Таџикистан и Узбекистан. Конституент рубље је копејка (рус. копейка) и 100 копејки чини једну рубљу.
Уведена је 1993. године као насљедница совјетске рубље и замијењена је у односу 1:1 за првобитну рубљу. Тада је добила и нов ISO 4217 код RUR и бројовни код 810. Након деноминације 1998. године, валута је промијенила курс и словни и бројовни код у RUB и 643 који су до данас остали. Јединствени графички симбол за руску рубљу (₽) је усвојен 11. децембра 2013. године.

## Етимологија назива
По Григорију Крилову ријеч рубља везује се за глагол рубить (тесати, сјећи, обрубити) у руском језику. Други филолози пак наводе да је првобитно у староруском ријеч рубль означавала клин, закивку. Међутим 1316. године та ријеч добија ново значење и почиње да означава новчану јединицу насталу сјечењем гривне, као претходне валуте до 14. вијека. Одливак гривне у Новгороду је био тежак око 200 грама и израђивала се од сребра. Наведеним се ријеч "рубља" може превести и као "обрубак гривне". Средином 15. вијека рубља постаје новчаном јединицом у Москви и у том периоду се та ријеч шири Русијом и самим тим у руском језику. Народнији облик за ријеч рубль је "рубель", која се у том облику у руском језику готово у потпуности изгубила, али се проналази у бјелоруском. Такође постојала су и погрешне теорије да је ријеч рубља настала из арапског "руб", што значи "четвртина" или од назива за индијску новчану јединицу рупију (древноиндијског поријекла), али су временом у потпуности одбачене и прихваћена је теорија да је заправо настала као назив за обрубљени дио или парче сребрног слитка гривне.
Копејка као ријеч је по поријеклу нешто млађа и постоји неколико појашњења назива мање валутне јединице. Изворно и прихваћено значење је да је настала од ријечи "копље" и "копљаник". Разлог томе је био што је првобитна копејка имала приказ копљаника на себи. Први назив јој је био "копейко", односно "копьецо" (именице средњег рода). С обзиром да су друге тада актуелне новчане јединице биле женског рода, попут гривне, куне и полтине, по аналогији према њима и копејка је у руском језику постала женског рода. Такође се сматра да је копејка настала као деминутив синтагме "копейная деньга" (преведено са руског као "копљаничка пара") по аналогији са другим сличним ријечима попут "винтовка" (руска ријеч за пушку; изведено од "винтовое ружьё") По другима представља дериватив од туркијског "көпек" што значи "пас". По појашњењу Лава Васиљевича Успенског разлог таквом тумачењу јесте што су народи Истока сматрали да су на Тимуровим новчићима (вјероватно новчићи из периода Тамерлана) били отиснути пси, а заправо су били отиснути лавови. Тиме "копејка" би се тумачила првобитно као назив за те новчиће. Наравно, ова теза никад није прихваћена, а као једином релевантном тезом се сматра да је то назив који је настао након 1535. и ковања првих сребрних новчића у Руском царству са отиском копљаника.
Историјски, па и данас, рубља и копејка у разним језицима имају различите називе, док се кроз историју појављују многи синоними од којих ће у појединим областима и државама настати нове валуте. Данас на територији Руске Федерације на језицима националних мањина рубља се различито назива, па тако се на абхаском назива амааҭ, на башкирском һум, на јакутском солкуобай, на комском шайт, на лакском къуруш, на маријском теҥге, на осетском сом, на татарском сум, на удмуртском манет и чувашком тенкĕ. Копејка такође има своје регионалне називе у Русији. На башкирском се назива тин, на јакутском харчы, на маријском ыр, на осетском капекк, на татарском тиен, на удмуртском коны и на чувашком пус.

## Предисторија руске рубље до 1993. године

### Период до 1704. године
Појам рубља се први пут помиње на запису на брезовој кори из Вологде пронађеној током ископавања 1952. године, која датира из  периода XIII вијека. Углавном у почетку на основу списа познато је да су прве рубље монолитни облици плаћања на простору ране средњевјековне Русије. Након 1316. године рубља постаје новчана јединица у већем дијелу Русије и имала је различиту вриједност. У Новгороду је 1/13 гривне, док је у Москви била половина гривне. Такође, гривне су у различитим дијеловима Русије биле различитих карактеристика и различите масе. Од 1534. године након монетарне реформе Јелене Глинске једна московска рубља је имала вриједност 200 московских или 100 новгородских денги. Тада је копејка била сребрни новчић тежине 7 грама, а такође су израђивани и други новчићи који су као основну јединицу имали копејку, попут алтина (туркијска ријеч за злато, златник, рус.алтын), гроша (двије копејке), денежки (пола копејке) и полушки (четврт копејке). Од новгородских денги и односа ка московској рубљи ће у 16. вијеку промијенити назив и тада ће настати копејка у односу 1:100 ка рубљи. Прва кована рубља ће се исковати током реформе Алексеја Михајловича 1654. године као сребрни новчић. У оптицају је била око годину дана и није имала своју првобитну вриједност, већ због мање утрошеног сребра у једну рубљу имала је вриједност око 64 копејке.

### Раздобље 1704-1923
Тек у вријеме Петра Великог, од 1704. године, новчић у вриједности једне рубље ће се ковати стално до времена Октобарске револуције 1917. године. Од реформи Петра Великог до данас, рубља је била децимализована валута и прва је те врсте у свијету. Рубља је кована у сребру (сребрна рубља) и била је тежине 28 грама, од чега 25-26 грама је било чистог сребра. Од 1764. године маса једне рубље се смањује на 18 грама и тако остаје све до увођења златног стандарда. Државна асигнациона банка 1768. године уводи асигнациону рубљу у новчаницама номинала 1, 3, 5, 10, 25 и 100 рубаља као помоћну валуту у Руској Империји. Касније ће асигнациона валута постати често употребљивом и званичном валутом у Русији. Реорганизацијом Државне асигнационе банке и формирањем Државне банке Руске Империје 1860. године отпочиње штампање Државних кредитних карти (новчаница) у истим апоенима и везују се за оптицај сребрног новца. Крајем XIX вијека курс папирне рубље готово се двоструко смањио у односу на курс сребрне рубље усљед ратова, што је проузроковало проблеме у руској економији. Попут других свјетских империја тог времена, Руска Империја након реформе Сергеја Јуљјевича Витеа 1897. године уводи златни стандард и везује све облике рубље за злато. Тада је било одређено да се сва монетарна маса новчаница обезбјеђује покрићем у злату у висини 50%, а уколико дође до пораста преко једне милијарде, у потпуности покривати златом. Реформа није у потпуности проведена, али је и тако дјелимично проведена дала резултате. Једна рубља злата је била везана за 0,777234 грама чистог злата и била је четврта валута у свијету по висини свог везивања за злато. До 1914. године била је једна од најстабилнијих валута свијета. Пред Први свјетски рат курс руске златне рубље је у односу на један динар Краљевине Србије износио 37,5 копејки. Након почетка Првог свјетског рата златне кованице се више нису ковале и рубља је битно дестабилизована. Током 1917. године штампане су новчанице у апоенима од 250 и 1000 рубаља, а 1918. године 5000 и 10000 рубаља. Све до краја Руског грађанског рата постојале су паралелне валуте код бијелих и црвених које се међусобно нису признавале. Такође све до 1924. године постоји неколико верзија рубље и разних регионалних сурогатних валута. Од 1919. године штампане су новчанице совзнака, а од 1922. године "државни новчани знаци" као облици рубље РСФСР. Поред рубље РСФСР непосредно пред обједињавање у једну валуту постојале су још и Закавкаска рубља и рубља Далекоисточне републике.

### Период совјетске рубље
Од 1923. године долази до обједињавања свих регионалних и републичких валута у једну - рубљу СССР. Прва рубља из 1923. године имала је само у оптицају три новчанице у апоенима од 10, 15 и 20 хиљада рубаља. Све до Сокољњикове реформе 1924. године трајала је хиперинфлација која је привремено заустављена опсежном реформом и деноминацијом. Такође тада долази и до формирања совјетског червонца као паралелне валуте у Совјетском Савезу. Крајњи однос червонаца и рубље је био 10:1, по ком односу ће касније и бити замијењени. До "стаљинске" монетарне реформе 1947. године изашло је неколико серија кованица и новчаница совјетске рубље, као и червонаца. До почетка Другог свјетског рата, рубља је била релативно стабилна. Након рата усљед велике инфлације, долази до нове деноминације и изласка червонаца из оптицаја, а старе рубље мијењане су у односу 10:1 за рубље након 1947. године. До Стаљинове смрти, економија СССР првенствено је базирана на унутрашње јачање, тако да до његове смрти рубља је била такође у релативно стабилним оквирима и међу најјачим валутама свијета. Доласком Хрушчова почиње трка за наоружање и убрзо усљед инфлације и слабљења рубље због економске политике коју је водило ново руководство Совјетског Савеза, десиће се још једна монетарна реформа 1961. године. Тада у оптицај се пуштају новчанице и кованице новог обрасца за које ће се испоставити да ће у совјетској историји остати најдуже. Због разних прилика период власти Брежњева ће се описивати као "период стагнације", а након почетка перестројке 1985. године почиње потпуно обезвређивање совјетске рубље. Почетком 1990-их почиње и распад СССР, а народ све више чува новац за "црне дане". Током 1991. године спроводи се и посљедња реформа совјетска рубље, тзв. "павловска реформа", у којој долази заправо до наглог готово насилног пуштања у оптицај велике суме новца и промјене за новац новог обрасца, који је једва био измијењен у односу на новац из 1991. године. Једине новине су биле у погледу новчаница, када се по први пут у руској историји кује кованица од два различита метала. У децембру 1991. године Централна банка СССР престаје са радом, а у марту од стране Централне банке Руске Федерације у оптицај су пуштене посљедње новчанице совјетске рубље које ће бити у оптицају до јула 1993. године и увођења руске рубље. У међувремену од 1991. до 1993. године бројне бивше совјетске републике и даље користе совјетску или руску рубљу, те формирају у том периоду тзв. "зону рубље" која ће се почети распадати увођењем засебних валута.

## Рубља од 1993. до 1998. године
Непосредно након званичног распада СССР, у Русији као и у осталим бившим совјетским републикама користила се совјетска рубља као валута. Постепено увођењем националних валута совјетска рубља постаје паралелном валутом. Током 1992. године у оптицај су убачене нове новчанице у апоенима од 5000 и 10000 на којима је писало да су пуштене од стране Банке Русије, што је почетак монетарне историје савремене Руске Федерације. Све до 1993. у оптицају су се задржале кованице и новчанице обрасца из 1961. године у номиналима до 25 рубаља, па чак и кованице 1, 2 и 3 копејке у периоду између реформи 1924. и 1947. године.
Цијене нису контролисане од стране државе и већ је започела епоха тржишне економије. На првом мјесту по тржишту валута је био долар и све се привезивало за његов курс. Средином 1993. године обесцијењеност рубље је дошла на готово стоструку у односу на ону за вријеме СССР. Притисак на предузећа их је доводио до банкрота, народ није добијао плате, а било је потребно и у тешком периоду инфлације штампати новац. На раст инфлације је велик утицај извршило прихватање совјетског новца у бившим совјетским републикама, као и касније формирање сопствених валута у републикама. Управо оптицај рубље изван границе Русије је био окидач за нову реформу због лошег утицаја на државну економију. Гласине о новој монетарној реформи су се проносиле неколико мјесеци унапријед. Дотадашњи проблем је био што су се и даље осјећале посљедице лоше изведене реформе из 1991. године, те од тада становништво покушава да приштеди нешто новца, али не успијева и тиме већина популације практично живи од данас до сутра. Радње са скупљим производима, попут јувелирница и продавница електротехничких уређаја су пусте и на ивици пропасти. Разлог томе је био што је готово не могуће било обичном становнику Русије од једне плате да купи што хоће, већ нпр. за видеомагнетофон би било потребно и по неколико година да се уштеди, јер му је цијена била приближна аутомобилу, а плата изузетно ниска чак и за опште потребе. Централна банка 24. јула 1993. шаље телеграм у коме обавјештава Владу Руске Федерације да од 26. јула поноћи по локалном времену ће престати са емитовањем и прихватањем новчаница по обрасцима од 1961. до 1992. године у редовној употреби и објашњава планирани ток реформе. У оптицај су пуштене нове новчанице у апоенима 100, 200, 500, 1000, 5000, 10 000 и 50 000 рубаља, а кованице коване након реформе из 1961. године су остављене у оптицају. Тиме је руска рубља почела званично почела да постоји, а убрзо добија и нови ISO код и шифру - RUR (810).
Од 26. јула до 7. августа је трајала промјена рубаља старих образаца за нове новчанице у односу 1:1. Грађани су се на мјестима промјена новчаница могли појавити само једном, што је било потврђивано печатом у личним документима. Уколико су грађани мијењали више од 35 хиљада рубаља, морали су да рачунају и на депозитни проценат који се обрачунавао на шест мјесеци. Инострани грађани су могли да промијене само до 15 хиљада рубаља. Готово једнако као и реформа из 1991. године, ни ова реформа није уродила плодом. Осим губитка повјерења у власт народ ништа није добио, а поред повјерења изгубљене су и 24 милијарде рубаља, што није тада била значајна сума. Промјена новца се омогућила до 1. октобра уколико су се на увид дали документи који би доказали немогућност размјене новца раније. Једино што је било продуктивно као посљедица реформе је стицање искуства за идућу реформу која ће бити спроведена доста "мекше". У неким републикама бившег СССР се и даље користила совјетска рубља иако је није тад признавала банка емитент. Због ближих економских односа, Бјелорусија и Казахстан су добијале милијарде рубаља како би замијенили их у својим градовима. Све до прољећа 1994. године, рубља је свој режим валутног курса дефинисала кроз слободне осцилације.
Све новчанице тада су имале сличан образац дизајна. На лицу су се налазили прикази Сенатске куле и зграда Сената са великом руском заставом изнад њих, а на наличју приказ Московског кремља. Заштита новчаница је била доста унапређенија: уведени микротекст и сложенији водени жигови.
| Номинал        | Лице                                                            | Наличје                                                            | Величина       | Боја               | Опис лица                                         | Опис наличја                                                                 | Датум пуштања у оптицај      | Изашла из употребе                     |
| -------------- | --------------------------------------------------------------- | ------------------------------------------------------------------ | -------------- | ------------------ | ------------------------------------------------- | ---------------------------------------------------------------------------- | ---------------------------- | -------------------------------------- |
| 100 рубаља     |                                                                 |                                                                    | 130 мм × 57 мм | свијетлоплава розе | Сенатска кула Московског кремља и државна застава | Спаситељева, Царска, Набатна и Константиново-Јеленина кула Московског кремља | 26. јула 1993.               | 1. јануара 1999. до 31. децембра 2002. |
| 200 рубаља     |                                                                 |                                                                    | 130 мм × 57 мм | розе               | Сенатска кула Московског кремља и државна застава | Тројичка кула и Предмостна кула                                              | 26. јула 1993.               | 1. јануара 1999. до 31. децембра 2002. |
| 500 рубаља     |                                                                 |                                                                    | 130 мм × 57 мм | зелена             | Сенатска кула Московског кремља и државна застава | 14. корпус Кремља и Спаситељева кула                                         | 26. јула 1993.               | 1. јануара 1999. до 31. децембра 2002. |
| 1000 рубаља    |                                                                 |                                                                    | 152 мм × 67 мм | зелена смеђа       | Сенатска кула Московског кремља и државна застава | Спаситељева кула и храм Василија Блаженог                                    | 26. јула 1993.               | 1. јануара 1999. до 31. децембра 2002. |
| 5000 рубаља    |                                                                 |                                                                    | 152 мм × 67 мм | црвена љубичаста   | Сенатска кула Московског кремља и државна застава | Куле Кремља и Велики мост и Стамбена зграда на Котјељничкој обали            | 26. јула 1993.               | 1. јануара 1999. до 31. децембра 2002. |
| 10 000 рубаља  |                                                                 |                                                                    | 152 мм × 67 мм | зелена смеђа плава | Сенатска кула Московског кремља и државна застава | Спаситељева, Сенатска, Николајева и Угаона арсеналска кула                   | 26. јула 1993.               | 1. јануара 1999. до 31. децембра 2002. |
| 50 000 рубаља  |                                                                 |                                                                    | 152 мм × 67 мм | крем               | Сенатска кула Московског кремља и државна застава | Николајева и Угаона арсеналска кула                                          | 26. јула 1993.               | 1. јануара 1999. до 31. децембра 2002. |
| 100 000 рубаља | 100 000 рубаља лице Архивирано на веб-сајту (30. децембар 2021) | 100 000 рубаља наличје Архивирано на веб-сајту (28. децембар 2021) | 152 мм × 67 мм | беж                | Сенатска кула Московског кремља и државна застава | Кремљевска обала                                                             | Никад није пуштена у оптицај | -                                      |

Уопштено, изгледале су доста једноставније у односу на совјетске, а већ се од почетка планирала њихова замјена што ће се десити 1998. године новом реформом и деноминацијом. Идуће године биће пуштена мање обимна серија. У оптицају неће бити од 1999. године.
Од момента формирања руске рубље у јулу 1993. године, "зона рубље" се везала око новостворене рубље. Паралелно са разним валутама у појединим постсовјетским републикама постојао и систем платежних рубљи. Већ од 11. августа 1993. године како би се омогућило једоставније пословање, Централна банка Руске Федерације је формирала фиксне курсеве са платежним рубљама у неким другим републикама, па је тако формиран сљедећи однос:
- 10 платежних рубаља Бјелорусије - 5 руских рубаља,
- 10 платежних рубаља Казахастана - 6 рубаља и 70 копејки,
- 10 платежних рубаља Молдавије - 6 рубаља и 70 копејки,
- 10 платежних рубаља Туркменистана - 6 рубаља и 70 копејки,
- 10 платежних рубаља Узбекистана - 6 рубаља и 70 копејки.

Већ крајем 1993. године курс се почео мијењати и постепено су се рубље престале користити као паралелна платежна средства у наведеним државама. Од септембра је постојала "зона рубље новог типа" која је обједињавала мањи број земаља, међу којима су: Бјелорусија, Јерменија, Казахстан, Русија, Таџикистан и Узбекистан. Такође током септембра су потписивани договори између земаља чланица и Русије о обједињавању монетарног система, а потписници су били владе и националне банке земаља које су формирале нову зону рубље. Руска рубља је постала важним трансакционим средством у наведеним републикама и оријентациона економска јединица. Такође због кориштења рубље, већина земаља бившег совјетског блока су приступиле и економским савезима који ће постојати до данас.
Након 19. септембра 1994. године биће пуштене мало измијењене модернизованије новчанице обрасца из 1993. године у апоенима од 5, 10 и 15 хиљада рубаља. Разлике су се огледале у воденом жигу који је надопуњен новим елементима и у боји папира који је имао нијансе основне боје новчанице. Као година штампања је остала 1993, а на лијевој страни лица новчанице је стајао вертикални натпис "выпуск 1994 года" ("издање 1994. године") великим словима. Такође, од прољећа 1994. године, па све до јуна 1995. године рубља ће бити у регулисаним осцилацијама курса, а након тога до августа 1998. године ће бити постављена у оквире валутног коридора.
Раније планирана замјена новчаница обрасца 1993. године је започела издавањем изгледом потпуно нових новчаница обрасца из 1995. године, које су биле надопуна дотадашњих резерви рубаља. Инфлација која је била свеприсутна је била евидентна управо по номиналима нових новчаница, које су се штампале у износима од 1000, 5000, 10 000, 50 000 и 100 000 рубаља. У односу на претходну серију која је била, слободно речено, у потпуности московска, нова серија из 1995. године ће на себи у почетку имати приказе пет градова са територије Русије. Тако ће се на новчаници од хиљаду рубаља наћи Владивосток, на 5000 Новгород, 10 000 ће осликавати Краснојарск, на 50 000 Санкт Петербург и новчаница од 100 000 рубаља ће бити посвећена Москви. Усљед поменуте инфлације ће се на прољеће 1997. године појавити новчаница у вриједности 500 000 рубаља са приказом Архангељска. Заједно са претходним серијама из 1993. и 1994. године, ове новчанице ће остати све до нове реформе и деноминације рубље 1998. године. Новчанице овог обрасца ће послужити за изглед данашњих новчаница рубље.
| Номинал        | Лице | Наличје | Величина       | Боја          | Град            | Датум пуштања у оптицај | Изашла из употребе                     |
| -------------- | ---- | ------- | -------------- | ------------- | --------------- | ----------------------- | -------------------------------------- |
| 1000 рубаља    |      |         | 137 мм × 61 мм | смеђа         | Владивосток     | 29. септембра 1995.     | 1. јануара 1999. до 31. децембра 2002. |
| 5000 рубаља    |      |         | 137 мм × 61 мм | тамнозелена   | Новгород        | 31. октобра 1995.       | 1. јануара 1999. до 31. децембра 2002. |
| 10 000 рубаља  |      |         | 150 мм × 65 мм | маслинаста    | Крансојарск     | 29. јула 1995.          | 1. јануара 1999. до 31. децембра 2002. |
| 50 000 рубаља  |      |         | 150 мм × 65 мм | свијетлоплава | Санкт Петербург | 29. јула 1995.          | 1. јануара 1999. до 31. децембра 2002. |
| 100 000 рубаља |      |         | 150 мм × 65 мм | црвено-смеђа  | Москва          | 30. маја 1995.          | 1. јануара 1999. до 31. децембра 2002. |
| 500 000 рубаља |      |         | 150 мм × 65 мм | љубичаста     | Архангељск      | 17. марта 1995.         | 1. јануара 1999. до 31. децембра 2002. |

## Монетарна реформа 1997-1998
До почетка монетарне реформе 1998. године се увелико говорило о новим промјенама, али су гласине редовно оповргаване. Још у јуну 1996. године се говорило о неизбјежној деноминацији рубље. Најављено је тада од стране Сергеја Јурјевича Пављенка да ће се нова реформа моћи спровести тек 1998. године, када би се инфлација могла обуздати. Од почетка 1990-их Русија је била захваћена тешком инфлацијом и слабљењем куповне моћи рубље, а још више немогућношћу оспособљавања на економском пољу на дуже стазе. Такође, поучени претходним двјема реформама, настојало се што спорије и непримјетније припремити за нову реформу. Од 1995. до 1997. године умјетници су саставили неколико цртежа и скица за нове деноминоване рубље, међутим касније се испоставило да ће за нове новчанице се заправо не много измијенити старе из 1995. године. Непознато је када се тачно почело у оквиру власти размишљати о реформи, али се претпоставља да су планови започети већ 1995. године увођењем нових новчаница. У међувремену кованице су се такође налазиле у оптицају, али изузев кованица 50 и 100 рубаља и рјеће 10 и 20, остале су се ријетко сретале, а новчанице старог обрасца из 1993. су постепено нестајале из оптицаја.
Као што је већ поменуто, реформе из 1991. и 1993. године су биле искуство новим економским реформаторима у Русији, те због тога сам ток реформе је доста дуже трајао. Почеци реформе крећу потписивањем указа предсједника Бориса Николајевича Јељцина бр. 822 дана 4. августа 1997. године "О промјени номиналних вриједности новчаних јединица и размјера цијена". У указу је дефинисан даљи ток реформе. Деноминација и замјена старих рубаља је започела 1. јануара 1998. године. Старе рубље су све до краја године биле у нормалном протоку, тј. користиле су се као платежно средство, а размјена старих новчаница је вршена до 1. јануара 2002. године у односу 1000:1. У оптицај су ушле новчанице истог изгледа као и новчанице из 1995. године, с тим што се номинал смањивао за три нуле и назначена 1997. година као година штампања. Изузетак је била неденоминована новчаница 1000 рубаља која није имала своју деноминовану варијанту. Такође, уведене су и нове кованице у апоенима од 1, 5, 10 и 50 копејки, те 1, 2 и 5 рубаља. Као и новчанице и кованице су упоредно мијењане укључујући и меморијалне и јубилејне. Укупан износ повученог новца износио је 6 милијарди рубаља.
У односу на претходне реформе, реформа из 1998. године је била много успјешнија. Враћено је повјерење у рубљу међу становништвом, понајвише због деноминације. Однос 1 рубља = 100 копејки се у потпуности вратила, поготово увођењем кованице 1 копејке. Међутим, стабилност није била у потпуности дуготрајна због економске кризе управо те 1998. године, те каснијих економских потреса који су се највише огледали на валутно тржиште. Као ознаку због нове вриједносне номиналне позиције добија нови ISO код RUB и шифру 643, које остају до данас у употреби.

## Руска рубља након реформе
Већ током спровођења реформе у августу 1998. године, курс рубље је враћен у режим регулисаног осцилирања. Усљед инфлације у оптицај се од 2001. године уводи новчаница 1000 рубаља са приказом Јарославља, а 2006. године новчаница 5000 рубаља представљајући Хабаровск. Са сваком новом серијом, новчанице су унапређиване по погледу заштитних елемената. Тако су се 2004, а потом и 2011. године појавиле мало измјењеније новчанице. Након збивања у Грузији 2008. године, појављују се двије дјелимично признате државе, Абхазија и Јужна Осетија, које оснивају сопствене валуте, али као валуту у сталној употреби користе руску рубљу у фиксном паралелном односу са локалном валутом. У Абхазији Банка Абхазије емитује само меморијалне новчанице и кованице апсара у односу 10 рубаља = 1 апсар, а у Јужној Осетији зарин такође има однос 1:10 ка рубљи. Новчанице од 5 рубаља се још од 2001. не штампају, али се могу користити, док усљед инфлације од 2011. године новчанице 10 рубаља се више не штампају и замјењују за кованицу истог номинала од 2009. године. Режим валутног курса ће се промијенити 2010. године, када ће рубља ући у режим управљаног осцилирајућег курса. Од јануара 2013. године кованице 1 и 5 рубаља се више нису стално ковале, што је већ било најављивано 2008. године због неисплативости ковања новца таквих апоена. Међутим усљед политике формирања цијена речено је да док год се цијене изражавају у копејкама, да ће се и копејке израђивати. Такође, од 2013. године у оптицај су се увеле и прве савремене руске јубилејне и меморијалне новчанице и кованице. Посљедњи догађај битан за развој рубље у 2013. години је био 13. децембра када је уведен јединствени симбол рубље. Од 10. новембра 2014. године рубља се налази у режиму осцилирајућег курса усљед опште свјетске политике ка Русији. Новоформиране непризнате републике на територији Украјине почетком 2015. године најављују бивалутни режим с употребом хривње и рубље паралелно. Већ од 1. септембра ДНР званично почиње да користи само рубљу.  ЛНР свој банкарски систем повезује преко Јужне Осетије, те на такав начин остварује право корисника руске рубље. Усљед санкција и ограничавања на глобалном нивоу, рубља је брзо почела да девалвира од 2014. до 2016. и готово се двоструко обезвриједила од почетка Украјинске кризе и финансијске кризе у Русији, те тиме такође и промијенила курс валутама земаља сусједа који економски сарађују са Русијом.
Од 12. октобра 2017. године у оптицај се стављају двије изгледом и обрасцем потпуно нове новчанице у апоенима од 200 и 2000 рубаља. На новчаницама су употребљени напреднији видови заштите новчаница од фалсификовања, те рељефасте изобразбе на новчаницама ради лакшег кориштења слабовидим лицима.
Током 2020. и 2021. године, ЦБРФ планира, разматра и започиње остваривање идеје дигиталне рубље, као новог вида постојања руске рубље и као њене монетарне и електронске надопуне у виртуелном пословању.

## Кованице
У оптицају руске рубље тренутно се налазе кованице у апоенима 1, 5, 10 и 50 копејки, те 1, 2, 5 и 10 рубаља. Све кованице визуелно имају неколико заједничких елемената. На кованицама редовних серија карактеристични елементи на реверсу су исписан номинал и биљни орнамент. Аверси се разликују од серије и номинала. На аверсима кованица апоена 1, 5, 10 и 50 копејки се налази приказ Светог Георгија, година ковања, утиснута слова М или С-П испод предњих копита што означава ковницу гдје је кованица искована и кружни натпис Банк России великим словима. Кованице тих апоена се од 1997. кују у једном обрасцу. Кованице 10 и 50 копејки су се израђивале у двије серије, што се може разликовати само мјерењем масе и по материјалу. Нешто различитији аверс имају кованице у номиналима 1, 2 и 5 рубаља, који се чак и међусобно разликују с обзиром да су рађени у три различите серије. Прва серија (1997-2009) је на аверсу имала амблем Банке Русије као средишњи елемент. Изнад амблема стоји полукружни натпис Банк России великим словима, а испод амблема линијски исписан номинал словима и у дну година ковања. Испод десне канџе орла се налази монограм ковнице у којој је кованица израђена. Друга серија (2009-2015) на аверсима све три кованице датих апоена је имала минорније разлике. Умјесто кружног натписа с називом емитента, налазио се испис номинала словима, а емитент је исписан полукружно испод орла који представља амблем Банке Русије. Трећа серија (2016-данас) се нешто више разликује од претходне двије по изгледу. Умјесто амблема Банке Русије налази се грб Руске Федерације. Изнад грба полукружно великим словима су исписане ријечи Российская Федерация, испод грба линијски је исписан назив емитента, а у дну кованице се налази година ковања. Такође и у трећој серији испод десне канџе орла се јавља монограм ковнице. Кованице 10 рубаља су се почеле касније ковати, па с тиме имају само двије серије и то обиљежја серија од 2009. до 2015. и од 2016. до данас.
| Слика  | Слика | Номинал | Карактеристике | Карактеристике | Карактеристике               | Опис                             | Опис                | Опис    | Године ковања            |
| Реверс | Аверс | Номинал | Пречник        | Маса           | Материјал                    | Руб                              | Аверс               | Реверс  | Године ковања            |
| ------ | ----- | ------- | -------------- | -------------- | ---------------------------- | -------------------------------- | ------------------- | ------- | ------------------------ |
|        |       | 1 коп.  | 15.5 mm        | 1.5 g          | челик пресвучен бакар-никлом | гладак                           | Свети Георгије      | номинал | - 1997–2009 - 2014, 2017 |
|        |       | 5 коп.  | 18.5 mm        | 2.6 g          | челик пресвучен бакар-никлом | гладак                           | Свети Георгије      | номинал | - 1997–2009 - 2014, 2017 |
|        |       | 10 коп. | 17.5 mm        | 1.95 g         | месинг                       | назубљен                         | Свети Георгије      | номинал | 1997–2006                |
|        |       | 10 коп. | 17.5 mm        | 1.85 g         | месингован челик             | гладак                           | Свети Георгије      | номинал | 2006–2015                |
|        |       | 50 коп. | 19.5 mm        | 2.90 g         | месинг                       | назубљен                         | Свети Георгије      | номинал | 1997–1999 2002–2006      |
|        |       | 50 коп. | 19.5 mm        | 2.75 g         | месингован челик             | гладак                           | Свети Георгије      | номинал | 2006–2015                |
|        |       | 1 ₽     | 20.5 mm        | 3.25 g         | бакар-никл                   | назубљен                         | ознака Банке Русије | номинал | - 1997–1999 - 2005–2009  |
|        |       | 1 ₽     | 20.5 mm        | 3.00 g         | никлован челик               | назубљен                         | ознака Банке Русије | номинал | 2009–2015                |
|        |       | 1 ₽     | 20.5 mm        | 3.00 g         | никлован челик               | назубљен                         | Грб Русије          | номинал | 2016–данас               |
|        |       | 2 ₽     | 23 mm          | 5.10 g         | бакар-никл                   | одијељен (гладак и назубљен руб) | ознака Банке Русије | номинал | - 1997–1999 - 2006–2009  |
|        |       | 2 ₽     | 23 mm          | 5.00 g         | никлован челик               | одијељен (гладак и назубљен руб) | ознака Банке Русије | номинал | 2009–2015                |
|        |       | 2 ₽     | 23 mm          | 5.00 g         | никлован челик               | одијељен (гладак и назубљен руб) | грб Русије          | номинал | 2016–данас               |
|        |       | 5 ₽     | 25 mm          | 6.45 g         | бакар-никлован бакар         | одијељен (гладак и назубљен руб) | ознака Банке Русије | номинал | - 1997–1998 - 2008–2009  |
|        |       | 5 ₽     | 25 mm          | 6.00 g         | никлован челик               | одијељен (гладак и назубљен руб) | ознака Банке Русије | номинал | 2009–2015                |
|        |       | 5 ₽     | 25 mm          | 6.00 g         | никлован челик               | одијељен (гладак и назубљен руб) | грб Русије          | номинал | 2016–данас               |
|        |       | 10 ₽    | 22 mm          | 5.63 g         | месингован челик             | одијељен                         | ознака Банке Русије | номинал | 2009–2013, 2015          |
|        |       | 10 ₽    | 22 mm          | 5.63 g         | месингован челик             | одијељен                         | Грб Русије          | номинал | 2016–данас               |

## Новчанице
У оптицају након реформе 1998. године појавиле су се деноминоване новчанице претходне серије из 1995. године. Иако су пуштене у оптицај у току реформе 1998. године, сматрале су се заправо обрасцем из 1997. године, што је уједно тада и стајало на новчаницама као година штампања. У првој серији су биле пуштене новчанице у апоенима 5, 10, 50, 100 и 500 рубаља. Од 2001. године 5 рубаља се не штампа, али се остале претходно наведене новчанице унапређују по питању заштите од фалсификовања. Мијења се отисак видљив под ултраљубичастим зракама и додаје се вертикални натпис на лицу новчанице модификация 2001 года великим словима. Такође уводи се и новчаница 1000 рубаља, али без натписа модификације. Од 16. августа 2004. године у оптицај ће бити пуштене новчанице 10, 50, 100, 500 и 1000 рубаља са још унапређенијим заштитним елементима и нешто измјењенијим изгледом. Међу новим елементима заштите се налазе заштотна нит, кипп ефекат, разбонојна заштитна влакна и скривено поље с одсјајем у дугиним бојама. На лијевом бијелом пољу са једва примјетним ријечима модификация 2004 года исписаним великим словима вертикално уз приказ града на лицу новчанице. Усљед снижавања вриједности новчанице номинала 1000 рубаља, од 31. јула 2006. године у оптицају се појавила новчаница 5000 рубаља с приказом града Хабаровска. Крајем 2009. године новчаница 10 рубаља се престаје штампати и замјењује се за кованицу истог номинала. У другој половини идуће године новчаница 1000 рубаља мијења не много свој изглед. Наиме 10. августа 2010. године у оптицај је пуштена новчаница поменутог номинала која ће назначити нове промјене у погледу заштите новчаница од кривотворења, те текстури папира и појављивање нових признака аутентичности. Од 6. септембра 2011. године и новчанице 500 и 5000 рубаља такође се модификоване пуштају у оптицај. Сви прикази градова на новчаницама су постали уочљивији, јаркији и обојенији. На све три новчанице се појављује вертикални натпис модификация 2010 года. Најпримјетнији елементи заштите на новим новчаницама су "витражни прозор", рељефасте линије на крајевима купонских поља, поступно увећавање висине серијског броја слијева надесно и измијењена боја грба, која се наноси магнетном бојом различитих нијанси. Новчанице по модификацији 2010. се и даље издају. Од 2013. године се уводе новчанице потпуно новог визуелног рјешења. Прве су уведене двије новчанице посвећене Зимским олимпијским играма у Сочију и уласком Крима у састав Русије 2014. године. Штампане су само у току 2013. (100 рубаља "Сочи") и 2015. године (100 рубаља "Крим, Севастопољ"). Од 12. октобра 2017. године су уведене новчанице модерног изгледа у номиналу 200 и 2000 рубаља.
| Новчанице у тренутној употреби | Новчанице у тренутној употреби | Новчанице у тренутној употреби | Новчанице у тренутној употреби | Новчанице у тренутној употреби | Новчанице у тренутној употреби | Новчанице у тренутној употреби                                                       | Новчанице у тренутној употреби                | Новчанице у тренутној употреби |
| Слика                          | Слика                          | Номинал (рубаља)               | Величина (мм)                  | Основне боје                   | Опис                           | Опис                                                                                 | Опис                                          | Датум увођења                  |
| Лице                           | Наличје                        | Номинал (рубаља)               | Величина (мм)                  | Основне боје                   | Град                           | Лица                                                                                 | Наличја                                       | Датум увођења                  |
| ------------------------------ | ------------------------------ | ------------------------------ | ------------------------------ | ------------------------------ | ------------------------------ | ------------------------------------------------------------------------------------ | --------------------------------------------- | ------------------------------ |
|                                |                                | 5                              | 137×61                         | зелена                         | Велики Новгород                | Споменик Миленију русе, у позадини Софијски сабор                                    | Зидине Новгородског кремља                    | 1. јануара 1998.               |
|                                |                                | 10                             | 150×65                         | тамнозелена тамносмеђа         | Краснојарск                    | Комунални мост преко Јенисеја; капела св. Петке Параскеве                            | Хидроелектрана Краснојарск                    | 1. јануара 1998.               |
|                                |                                | 50                             | 150×65                         | плава                          | Санкт Петербург                | Рострални стуб; Петропавловска тврђава                                               | рострални стуб; зграда Берзе Санкт Петербурга | 1. јануара 1998.               |
|                                |                                | 100                            | 150×65                         | смеђе-зелена                   | Москва                         | квадрига на Бољшој театру                                                            | фасада Бољшој театра                          | 1. јануара 1998.               |
|                                |                                | 200                            | 150×65                         | зелена                         | Севастопољ                     | Споменик потопљеним бродовима; пропилеји Грофовског пристаништа                      | Херсонес Тауријски                            | 12. октобра 2017.              |
|                                |                                | 500                            | 150×65                         | љубичасто-плава                | Архангељск                     | Споменик Петру I; брод у луци Архангељска                                            | Соловецки манастир                            | 1. јануара 1998.               |
|                                |                                | 1000                           | 157×69                         | плаво-зелена                   | Јарослављ                      | Споменик Јарославу Мудром и капела Казањске Богородице, у позадини Јарославски кремљ | Црква Јована Претече са звоником              | 1. јануара 2001.               |
|                                |                                | 2000                           | 157×69                         | плава                          | Далеки исток                   | Руски мост; зграда Далекоисточног федералног универзитета у Владивостоку             | Космодром "Восточни" у Амурској области       | 12. октобра 2017.              |
|                                |                                | 5000                           | 157×69                         | црвено-смеђа                   | Хабаровск                      | Споменик Муравјев-Амурском, у позадини обала Амура                                   | Хабаровски мост преко Амура                   | 31. јула 2006.                 |